# Jamar Diggs
Jamar Anthony Diggs (Minneapolis, Minnesota; 27 de noviembre de 1988) es un baloncestista estadounidense que pertenece a la plantilla del Provence Basket de la LNB Pro B, la segunda división francesa. Con 1,88 metros de estatura, juega en la posición de base.

## Trayectoria deportiva
Diggs es un jugador formado en la DeLaSalle High School en Minneapolis, antes de ingresar en 2006 en la Wayne State College en la que jugó durante dos temporadas. Tras una temporada en blanco, jugaría durante dos temporadas con los Wofford Terriers de la  Wofford College, situada en Spartanburg, Carolina del Sur, donde jugó desde 2009 a 2011.
Tras no ser elegido en el Draft de la NBA de 2011, comenzó su carrera profesional en Europa donde se convertiría en un auténtico trotamundos del baloncesto europeo. ·En su primera temporada como profesional, Diggs firmó con Paderborn Baskets, con el que disputó 32 partidos, en los que promedió 12,2 puntos por partido en la temporada 2011-12.
Al comienzo de la temporada 2012-13, Diggs firmó por Omonia, donde disputó 17 partidos en los que promedió 15,3 puntos por encuentro en la temporada 2012-13 y llegó a las semifinales de la Copa de Chipre. 
En 2013, Diggs jugó en Barons/LDz de la LBL, con el que disputó 20 partidos en los que promedió 14,3 puntos por encuentro. Diggs también jugó 8 partidos en la Liga Báltica, donde promedió 11,8 puntos por encuentro.
En la temporada 2013-14, Diggs jugó en el APOEL, donde lograría ganar la Primera División de baloncesto de Chipre, disputando 15 partidos en los que promedió 9,7 puntos por encuentro.
En 2014, firmó por el Sigal Prishtina, con el que jugó 3 partidos en los que promedió 4 puntos y otros 3 partidos en la Liga Balcánica donde promedió  2,7 puntos.
Comenzó la temporada 2014-15 en Polski Cukier Toruń en la Polish Basketball League, con el que disputó 9 partidos en los que promedió 8,8 puntos por encuentro. Acabaría la temporada en el Keravnos de  la Primera División de baloncesto de Chipre.
En la temporada 2015-16, jugaría en Rumanía en las filas del Energia Rovinari y acabaría la temporada en el BCM U Pitesti, del mismo país.
El 10 de agosto de 2016, Diggs firmó con el Juventus Utena lituano para disputar la temporada 2016-17.
En la temporada 2017-18, firma por el Hermine de Nantes Atlantique de la LNB Pro B, la segunda división francesa.
En las temporadas 2018-19 y 2019-20, jugaría en el Rouen Métropole de la LNB Pro B, la segunda división francesa.
En septiembre de 2020, Diggs firmó con Fos Provence Basket de la LNB Pro B, la segunda división francesa.
En agosto de 2020 fichó por el Provence Basket de la LNB Pro B, la segunda división francesa. Al término de la temporada 2020-21, lograría el ascenso a la LNB Pro A, la primera división francesa.
En la temporada 2021-22, formaría parte de la plantilla del Provence Basket de la LNB Pro A.